# آلارما (مجله)
آلارما (به اسپانیایی: ¡Alarma!)، یک مجله مکزیکی به معنی زنگ خطر بود که توسط انتشارات رسید(Publicaciones Llegó) منتشر می‌شد.
این مجله خبری به‌طور اختصاصی به موضوعاتی چون تصاویر گرافیکی، تصادفات رانندگی، قربانیان قتل و همچنین تصاویر زنان می‌پرداخت.
در نهایت، این مجله به دلیل مرگ ویراستار آن دیگر چاپ نشد.

## پیشینه
آلارما برای اولین بار در ۱۷ آوریل ۱۹۶۳ چاپ شد و خیلی زود موفقیت به دست آورد.
بین سال‌های ۱۹۸۶ تا ۱۹۹۱ چاپ آن به دلیل سانسور موقتاً متوقف شد و دوباره به کارش ادامه داد تا آن که در سال ۲۰۱۴ به‌طور کامل متوقف شد.